# General Campos
General Campos är en ort i Argentina.   Den ligger i provinsen Entre Ríos, i den nordöstra delen av landet, 300 km norr om huvudstaden Buenos Aires. General Campos ligger 65 meter över havet och antalet invånare är 2 982.
Terrängen runt General Campos är mycket platt. Närmaste större samhälle är San Salvador, 14,8 km sydväst om General Campos.
Trakten runt General Campos består i huvudsak av gräsmarker. Runt General Campos är det ganska glesbefolkat, med 21 invånare per kvadratkilometer.